# Oleodotto Trans Mountain
L'Oleodotto Trans Mountain è un oleodotto canadese che trasporta petrolio dall'Alberta alla Columbia Britannica
Il sistema Oleodotto Trans Mountain" e il "progetto d'espansione Trans Mountain" (TMX) dal 31 agosto 2018 sono passati da essere parte della divisione canadese di Kinder Morgan Energy Partners a far parte di "Trans Mountain Corporation", una filiale completamente di proprietà della Canada Development Investment Corporation (CDIC), che fa riferimento al parlamento del Canada.
L'oleodotto è in funzione dal 1953 ed è l'unico in funzione in queste due aree.